# Corduroy
Corduroy è l'ottava traccia di Vitalogy, album dei Pearl Jam del 1994. Nonostante non fosse stata pubblicata come singolo, la canzone raggiunse il tredicesimo posto della Billboard Modern Rock Tracks chart. Fu inclusa nella tracklist del greatest hits Rearviewmirror: Greatest Hits 1991-2003.

## Il brano
Corduroy comincia con un potente riff suonato come un arpeggio di cui le prime due note sono di un power chord. La canzone decolla, procedendo con una struttura strofa-ritornello-strofa-ritornello-ponte-ritornello-strofa. Sebbene non rivoluzionaria, la struttura della canzone non è completamente normale, infatti quasi nessun verso è ripetuto (anche nel ritornello) e la dissolvenza della canzone comincia dopo una strofa, piuttosto che una tradizionale fine della canzone dopo il terzo ritornello.
La canzone è divenuta una delle più eseguite dal vivo, sebbene viene proposta con un ritmo più veloce. Alcune performance sono precedute da una breve improvvisazione sulla canzone dei Pink Floyd "Interstellar Overdrive". Performance dal vivo di Corduroy sono disponibili su Live on Two Legs e Live at the Gorge 05/06. Disponibile anche su due DVD della band, Touring Band 2000 e Live at the Showbox, oltre che nel DVD Immagine in cornice,  uscito nel 2007.

## Significato del testo
Il contenuto del testo può essere interpretato in molteplici modi, ma una teoria comune dice che riguardi il peso e le pressioni della popolarità. In una intervista Eddie Vedder dichiarò:
Riguardo al titolo della canzone, Vedder dichiarò: